# Дефанзива
Дефанзива (енгл. Defence, фр. Défansive) је један од начина вођења рата и операција у разменама стратегије, у новије доба и опертактике. Заједничко за све дефанзиве је то што се њом користи обично страна која се сматра слабијом у неком битном елементу, па настоји спречити противника у ономе што жели постићи офанзивом, све дотле док се не постигне извесна равнотежа у којој нападач одустаје од даље офанзиве и прелази у дефанзиву. Дефанзивни и одбрамбени рат се кроз историју разликују и у пракси и у теорији. Њима се придаје различит значај у току времена.